# پاراتیکو
پاراتیکو (به ایتالیایی: Paratico) یک کومونه در ایتالیا است که در استان برشا واقع شده‌است.

## خصوصیات
پاراتیکو ۶ کیلومترمربع مساحت و ۴٬۴۸۵ نفر جمعیت دارد.